# Pescantina
Pescantina is een gemeente in de Italiaanse provincie Verona (regio Veneto) en telt 14.096 inwoners (31-12-2004). De oppervlakte bedraagt 19,7 km2, de bevolkingsdichtheid is 716 inwoners per km2.
De volgende frazioni maken deel uit van de gemeente: Settimo, Balconi, Arcè, Ospedaletto, Santa Lucia.

## Demografie
Pescantina telt ongeveer 5474 huishoudens. Het aantal inwoners steeg in de periode 1991-2001 met 27,0% volgens cijfers uit de tienjaarlijkse volkstellingen van ISTAT.
| Jaar | Inwoneraantal |
| ---- | ------------- |
| 1991 | 9777          |
| 2001 | 12.414        |

## Geografie
De gemeente ligt op ongeveer 80 m boven zeeniveau.
Pescantina grenst aan de volgende gemeenten: Bussolengo, Pastrengo, San Pietro in Cariano, Sant'Ambrogio di Valpolicella, Verona.

## Externe link

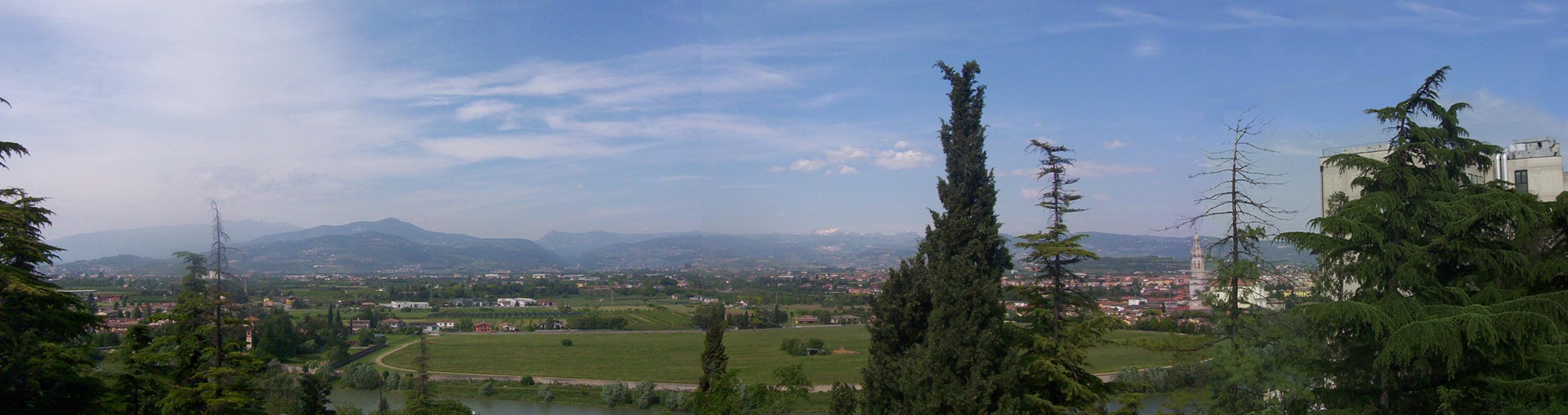
Pescantina